# 1881 en Colombie-Britannique
Chronologie de la Colombie-Britannique
- 1877
- 1878
- 1879
- 1880
- 1881
- 1882
- 1883
- 1884
- 1885

Cette page concerne des événements qui se sont produits durant l'année 1881 dans la province canadienne de Colombie-Britannique.

## Politique

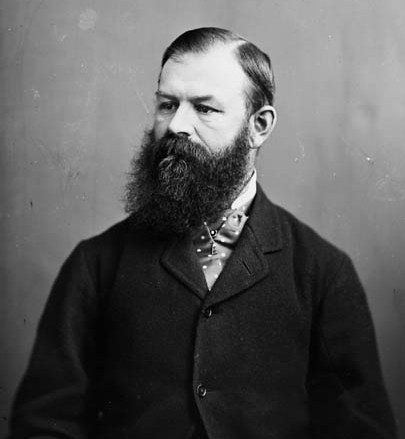
Clement Francis Cornwall

- Premier ministre : George Anthony Walkem
- Lieutenant-gouverneur : Albert Norton Richards puis Clement Francis Cornwall
- Législature : 3e

## Événements
- La population de Vancouver, au débouché du transcontinental, double de 1881 (50 000 habitants) à 1891. Elle atteindra 390 000 habitants en 1911.
- 24 janvier - ouverture de la quatrième session de la troisième législative de la Colombie-Britannique
- 4 mars - le libéral-conservateur James Reid est élu député fédéral de Cariboo à la suite de la démission du même parti Joshua Spencer Thompson.
- 23 mars - à peine deux mois d'ouverture, la session est prolongée pour 12 mois.
- 21 juin - Clement Francis Cornwall devient lieutenant-gouverneur qui succède Albert Norton Richards.
- 20 décembre - William James Armstrong est élu par acclamation député provincial de la New Westminster City à la suite de la démission d'Ebenezer Brown.
- 24 décembre - le député indépendant fédéral de New Westminster Thomas Robert McInnes est nommé sénateur à Ottawa.

## Naissances
- 11 avril à Victoria : Robert Branks Powell, mort le 28 avril 1917 à Vimy, joueur de tennis canadien.